# Formilmetanofuran—tetrahidrometanopterin N-formiltransferaza
Formilmetanofuran—tetrahidrometanopterin -formiltransferaza (EC 2.3.1.101, formilmetanofuran-tetrahidrometanopterin formiltransferaza, formilmetanofuran:tetrahidrometanopterin formiltransferaza, N-formilmetanofuran(CHO-MFR):tetrahidrometanopterin(H4MPT) formiltransferaza, FTR, formilmetanofuran:5,6,7,8-tetrahidrometanopterin N5-formiltransferaza) je enzim sa sistematskim imenom formilmetanofuran:5,6,7,8-tetrahidrometanopterin 5-formiltransferaza. Ovaj enzim katalizuje sledeću hemijsku reakciju
formilmetanofuran + 5,6,7,8-tetrahidrometanopterin {\displaystyle \rightleftharpoons } metanofuran + 5-formil-5,6,7,8-tetrahidrometanopterin
Metanofuran je kompleks 4-supstituisanog furfurilamina i učestvuje u formiranju metan iz CO2 kod thermoautotrophicum metanobakterija.

## Literatura
- Nicholas C. Price; Lewis Stevens (1999). Fundamentals of Enzymology: The Cell and Molecular Biology of Catalytic Proteins (Third изд.). USA: Oxford University Press. ISBN 019850229X.
- Eric J. Toone (2006). Advances in Enzymology and Related Areas of Molecular Biology, Protein Evolution (Volume 75 изд.). Wiley-Interscience. ISBN 0471205036.
- Branden C; Tooze J. Introduction to Protein Structure. New York, NY: Garland Publishing. ISBN 0-8153-2305-0.
- Irwin H. Segel. Enzyme Kinetics: Behavior and Analysis of Rapid Equilibrium and Steady-State Enzyme Systems (Book 44 изд.). Wiley Classics Library. ISBN 0471303097.

## Spoljašnje veze
- Formylmethanofuran---tetrahydromethanopterin+N-formyltransferase на 